# Zofia Krzeptowska-Gąsienica
Zofia Krzeptowska-Gąsienica Bukowa (ur. 8 czerwca 1934 w Zakopanem) – polska biegaczka narciarska, olimpijka z Cortina d’Ampezzo.

## Życiorys
Mistrzyni Polski w biegu sztafetowym 3 × 5 km w latach 1954, 1956–1958. Wicemistrzyni w biegach indywidualnych na 5 km w roku 1956 i na 10 km w latach 1956–1957.
Uczestniczka mistrzostw świata w roku 1958 w Lahti na których zajęła 26. miejsce w biegu na 10 km.
Trzykrotna zwyciężczyni Memoriału B.Czecha i H.Marusarzówny w biegu na 10 km w roku 1956 i w sztafecie 3 × 5 km w latach 1957–1958.
Na igrzyskach olimpijskich w Cortina d’Ampezzo zajęła 18. miejsce w biegu na 10 km oraz 5. miejsce w sztafecie 3 × 5 km.
Siostra Anny Krzeptowskiej-Żebrackiej.